# Паспорт здоровья школьника
Паспорт здоровья школьника — комплексный документ, разработанный Минобразования РФ в 2009 году, позволяющий собирать всю информацию о здоровье школьника, его физическом развитии, психо-эмоциональном состоянии, данные о ежегодной диспансеризации, информацию о прививках и медицинских осмотрах и другие сведения.
По мнению разработчиков, паспорта здоровья школьников должны приучить детей следить за своим здоровьем. От обычной медицинской карты он отличается лишь тем, что находится на руках у владельца. Заполнять паспорт здоровья ребенок должен самостоятельно под руководством родителей и учителей.
Повсеместное внедрение паспорта в учебный процесс предполагалось с начала 2010/2011 учебного года, однако, из-за крайне негативной оценки общественностью данного документа по причине нарушения им статьи Конституции России, Конвенции о правах ребенка, Европейской конвенции о защите прав человека и Основы законодательства РФ об охране здоровья граждан, его повсеместное применение было приостановлено до начала следующего учебного года, документ отправлен на доработку.
С первых дней своего существования проект паспорта здоровья был подвергнут жёсткой критике со стороны родителей, педагогов и правозащитников, которые настаивают на том, что от документа никакой пользы для здоровья ученика не будет. А вот утечка информации, которую по наивности может занести в документ ребёнок, способна навредить его семье.
В первичный проект паспорта здоровья школьника также предполагалось внесение подробной информации о личности ребёнка и членов его семьи за весь период обучения в школе: сведения о семье ребёнка, межличностных отношениях в семье, состоянии здоровья самого ребёнка (включая указание заболеваний, в том числе хронических, а также психологические и физиологические показатели развития организма). В паспорт вносятся показатели обучаемости учащегося, информация о предпочтениях, данные о материальном состоянии семьи, её жилищных условиях, режиме питания, показатели развития ребёнка, включая его психо-эмоциональную оценку себя, своей семьи и межличностных отношений в семье.
Директор Института демографических исследований И. И. Белобородов полагает, что работа над паспортом здоровья ведётся в рамках внедрения в России ювенальных технологий. Личная информация школьников, вносимая в паспорт здоровья, раскрывает весь внутренний мир семьи и значительно расширяет возможности ювенальных органов, которые, зафиксировав нарушения здоровья у ребёнка, могут обвинить его родителей в ненадлежащем уходе и т. д.
Если первый вариант паспорта здоровья содержал 43 страницы, то второй вариант был сокращён до 36 за счёт удаления вопросов о семейной жизни.